# Geča
Geča (Hongaars: Hernádgecse) is een Slowaakse gemeente in de regio Košice, en maakt deel uit van het district Košice-okolie.
Geča telt 1.598 inwoners.

## Geboren
- Jozef Majoroš (1970), voetballer